# Кротков, Алексей Александрович
Алексе́й Алекса́ндрович Кро́тков (18 марта 1904, Саратов — 9 сентября 1943, д.Оболоновец, Смоленская область) — советский живописец, график.

## Биография
Семья Кротковых жила в Саратове с 1900 года в собственном доме на Панкратьевской улице. Отец — Александр Августинович, археолог и краевед; исследователь Увека, подробное изучения и описание которого принесло ему личное дворянство, а впоследствии — звание Героя Труда. Мать — Евдокия Михайловна, учитель начальных классов, занималась воспитанием детей. Алексей родился третьим ребёнком в семье; с детства рисовал, до 1917 года окончил два класса полноправной мужской гимназии А. М. Добровольского.
В 1920—1926 годах учился в Высших художественных государственных мастерских (Саратовское художественное училище имени А. П. Боголюбова), по окончании которых работал по заказам над обложками журналов, рекламными плакатами и сатирическими иллюстрациями для газет. Сохранились его эскизы для афиш Саратовского отделения ГосКино — «Дети Парижа»; «Маркитанка сигарет». Стройка крупного Саратовского Комбайнового завода стала темой серии публикаций газеты «Поволжская правда».
С 1931 года состоял в штате фабрики «Союзкино» (Москва), занимался также оформительской деятельностью (рекламные плакаты, концептуальное решение витрин магазинов и интерьеров общественных зданий). В 1938—1939 годы разрабатывал общую концепцию оформления интерьера павильона «Овощеводства» на ВДНХ.
17 октября 1941 года был призван в Красную армию и направлен на фронт. Летом 1943 г., будучи в отпуске, за неделю написал натюрморт «Веточка жасмина в стакане», копии с пейзажа Ромадина и «Букета» Куприна, которые стали последними в его творчестве.
Погиб в боях под Смоленском от ранения в грудь 9 сентября 1943 года. Похоронен в лесу близ деревни Оболоновец Ельнинского района.
Графика и документы, связанные с именем Алексея Кроткова, находятся в Саратовском художественном музее им. А. Н. Радищева, в музее «Воинской славы» (Саратов), в музее Великой Отечественной войны (Москва), в собрании наследников.